# El gran Chicos
El gran Chicos fue una revista infantil española publicada por Consuelo Gil desde 1945, que alcanzó los 46 números. Presentaba las siguientes series:
| Años              | Números | Título              | Autoría           | Otros datos |
| ----------------- | ------- | ------------------- | ----------------- | ----------- |
| 10/1945           | 1       | Anita Diminuta      | Jesús Blasco      |             |
| 10/1945           | 1-      | Pistol Jim          | Carlos Balitó     |             |
| 10/1945 a 07/1948 | 1-30    | El Capitán Misterio | Emilio Freixas    |             |
| 10/1945           | 1-35    | Cuto                | Jesús Blasco      |             |
| 1946              |         | Don Fiscornio       | Ángel Puigmiquel  |             |
| 1946              |         | Flanagan, el pulpo  | Ángel Puigmiquel  |             |
| 10/1946           |         | César Cris          | Carlos Balitó     |             |
| 1946              |         | John Harrington     | Francisco Hidalgo |             |